# Kamienista (Białoruś)
Kamienista, Kamieniste (biał. Камяністая, ros. Каменистая) – wieś na Białorusi, w obwodzie grodzieńskim, w rejonie grodzieńskim, w sielsowiecie Hoża.
W dwudziestoleciu międzywojennym wieś leżała w Polsce, w województwie białostockim, w powiecie grodzieńskim, w gminie Hoża.
Według Powszechnego Spisu Ludności z 1921 roku wieś zamieszkiwało 56 osób, 54 były wyznania rzymskokatolickiego, 2 prawosławnego, 54 mieszkańców zadeklarowało polską przynależność narodową a 2 białoruską. Było tu 9 budynków mieszkalnych.
Wieś należała do parafii świętych apostołów Piotra i Pawła w Hoży.
Wieś podlegała pod Sąd Grodzki i Okręgowy w Grodnie; najbliższy urząd pocztowy mieścił się w Hoży